# 2. Violinkonzert (Bruch)

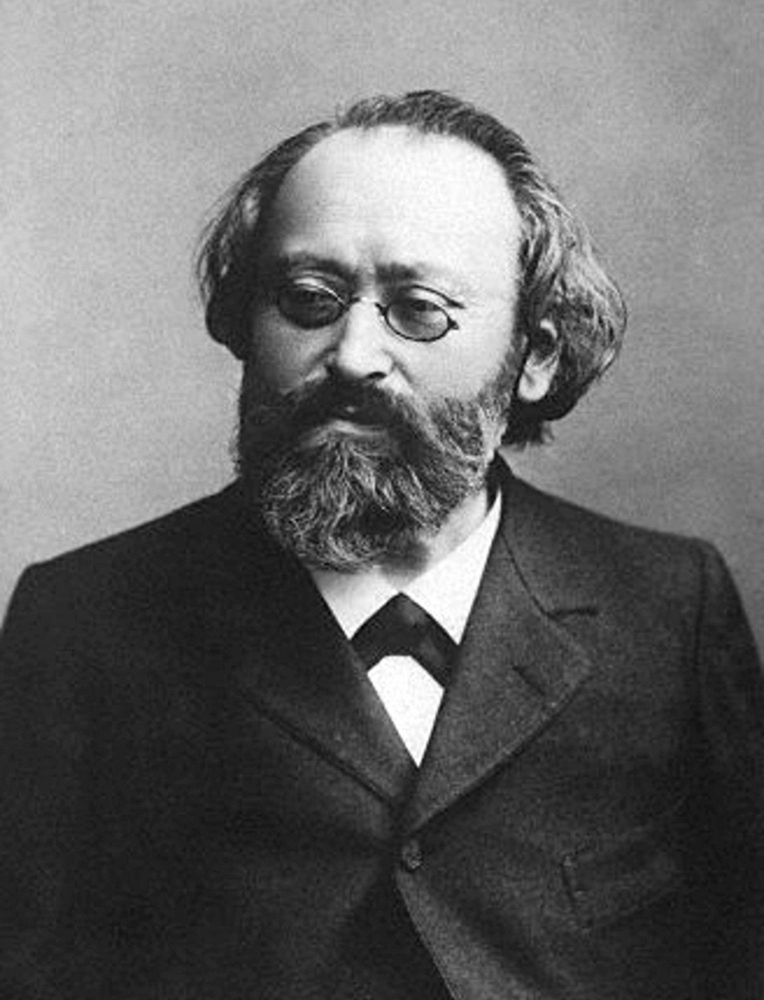
Max Bruch; Photographie von 1913

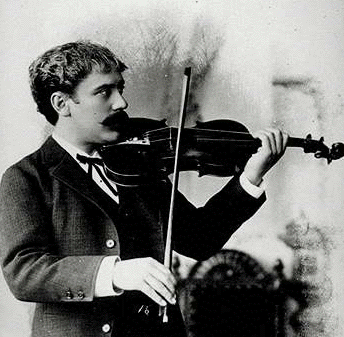
Pablo de Sarasate

Das Violinkonzert Nr. 2 in d-Moll op. 44 ist ein Violinkonzert von Max Bruch.

## Entstehung
Das Konzert entstand im Jahr 1877, zehn Jahre nach Bruchs erfolgreichem erstem Violinkonzert für den spanischen Geiger Pablo de Sarasate. Bruch hörte den Geiger bei Aufführungen seines (Bruchs) Konzerterstlings und entschloss sich, ein speziell zu Sarasates Fähigkeiten passendes Violinkonzert zu schreiben; das Violinkonzert sollte bis Herbst 1877, der nächsten Europatournee des Geigers, fertig sein.
Mitte Oktober reisten Bruch und Sarasate nach England, wo auch Bruchs Erstes Violinkonzert und das Oratorium Odysseus zur Aufführung kamen. Die Uraufführung des Violinkonzert Nr. 2 in d-Moll op. 44 fand am 4. November 1877 im Londoner Crystal Palace mit Sarasate als Solisten und Bruch am Dirigentenpult statt.
Anders als bei der Komposition des Vorgängerwerks tat sich Bruch diesmal bei der Arbeit leichter, da ihm das zweite Konzert, wie er schrieb, „Mut zur Instrumentalmusik“ machte. In Bezug auf den Auftraggeber schrieb Bruch: „Die Hauptgedanken des Werkes sind Producte der Begeisterung, die seine unbeschreiblich vollkomene Wiedergabe des 1. Concertos in mir erregt hat.“

## Zur Musik

### Satzbezeichnungen
1. Adagio non troppo
2. Recitativo. Allegro moderato – Allegro – Andante sostenuto
3. Finale. Allegro molto.

### Beschreibung
Den Fähigkeiten des Virtuosen Sarasate entsprechend, stellt das Violinkonzert hohe Ansprüche an den Solisten.
Der erste Satz ist ein von der klagenden Violine begleiteter Trauermarsch. Trotz Bruchs Ablehnung von Programmmusik soll laut der Aussage von Bruchs Freund Wilhelm Altmann Bruch von einem Szenario von Sarasate zu diesem Satz inspiriert worden sein, und zwar von der Vorstellung einer Frau, die zwischen den Leichen gefallener Soldaten auf dem Schlachtfeld auf der Suche nach ihrem Geliebten umherirrt. Das Adagio des ersten Satzes bricht mit der Tradition des im Kopfsatz eines Konzerts sonst üblichen Allegro.
Der zweite Satz, ein instrumentales Rezitativ, enthält thematische Rück- beziehungsweise Vorgriffe auf die Ecksätze des Konzerts und leitet zum Finale über. Er ist von der Vokalmusik inspiriert.
Der dritte Satz ist ein vitales Rondo-Finale.

## Wirkung
Trotz Bruchs kompositorischer Bemühungen steht sein zweites Konzert – genauso wie sein 1890/1891 entstandenes drittes Violinkonzert – im Schatten des Erfolgs des populären Violinkonzerterstlings. Nach anfänglicher Freude über den Erfolg des ersten Violinkonzerts empfand Bruch diesen als Belastung, da er die Aufmerksamkeit von Bruchs anderen Kompositionen ablenkte.
Über die ungewöhnliche Struktur des Konzerts mit einem Adagio als Kopfsatz schrieb Johannes Brahms an seinen Verleger Fritz Simrock: „Der letzte Satz seines Konzerts hat uns recht wohl gefallen und hoffentlich ist uns kein Reichsgesetz nötig, um zu verhindern, daß öfter ein erster Satz Adagio geschrieben wird. Das ist für normale Menschen nicht auszuhalten“, um sein Urteil wenig später etwas abzumildern: „Mit dem Effekt des Bruchschen Konzertes habe ich mich wohl geirrt. Ich hielt den ersten Satz nicht für sehr praktisch – etwas langweilig“
Kritiker Hans von Bülow – noch im Taumel von der im gleichen Konzert uraufgeführten Ersten Sinfonie von Johannes Brahms – urteilte streng über Bruchs Violinkonzert: „Plumpe Instrumentation, schlottrige Form, äußerste Dürftigkeit und Frostigkeit der Grundgedanken – guter Gegensatz dazwischen und geschickte  Mache. In allem Technischen darf man Herrn Bruch als –  sozusagen einen reussirten Hiller betrachten....Erst seit meiner Kenntnis der zehnten Sinfonie, alias der ersten Symphonie von Johannes Brahms, also erst seit sechs Wochen, bin ich so unzugänglich und hart gegen Bruch-Stücke und dergleichen geworden.“
Bruch reagierte verärgert, als bei einem weiteren Konzert am 15. November die Bonner Zeitung das Violinkonzert praktisch komplett ignorierte und sich stattdessen komplett Brahms’ Sinfonie widmete.